# Odd Lirhus
Odd Lirhus (Voss, 18 de septiembre de 1956) es un deportista noruego que compitió en biatlón.
Participó en los Juegos Olímpicos de Sarajevo 1984, obteniendo una medalla de plata en la prueba por relevos. Ganó cinco medallas en el Campeonato Mundial de Biatlón entre los años 1978 y 1983.

## Palmarés internacional
| Juegos Olímpicos   | Juegos Olímpicos      | Juegos Olímpicos  | Juegos Olímpicos |
| Año                | Lugar                 | Medalla           | Prueba           |
| ------------------ | --------------------- | ----------------- | ---------------- |
| 1984               | Sarajevo (Yugoslavia) | Medalla de plata  | Relevos          |
| Campeonato Mundial |                       |                   |                  |
| Año                | Lugar                 | Medalla           | Prueba           |
| 1978               | Hochfilzen (Austria)  | Medalla de oro    | Individual       |
| 1978               | Hochfilzen (Austria)  | Medalla de plata  | Relevos          |
| 1979               | Ruhpolding (RFA)      | Medalla de plata  | Velocidad        |
| 1982               | Minsk (URSS)          | Medalla de plata  | Relevos          |
| 1983               | Antholz (Italia)      | Medalla de bronce | Relevos          |